# Margara Golf Open
Het Margara Golf Open was een golftoernooi in Italië dat sinds 1989 ook meetelde van de Europese Challenge Tour. Het werd altijd gespeeld op de Golf Club Margara in Fubine, Italië. Het toernooi werd drie keer gewonnen door Giuseppe Cali en twee keer door Alberto Binaghi en Emanuele Bolognesi.

## Winners
| Jaar                                   | Winnaar            | Score        | Score        |
| Cerutti Open                           | Cerutti Open       | Cerutti Open | Cerutti Open |
| -------------------------------------- | ------------------ | ------------ | ------------ |
| 1982                                   | Giuseppe Cali      |              |              |
| 1983                                   | Maurizio Guerisoli |              |              |
| 1984                                   | Pietro Molteni     |              |              |
| 1985                                   | Baldovino Dassù    |              |              |
| 1986                                   | Emanuele Bolognesi |              |              |
| 1987                                   | Wilhelm Winsnes    |              |              |
| 1988                                   | Giuseppe Cali      |              |              |
| 1989                                   | Alberto Binaghi    |              |              |
| 1990                                   | Giuseppe Cali      |              |              |
| 1991                                   | Jonathan Sewell    |              |              |
| Club Med Open                          |                    |              |              |
| 1992                                   | Mark Litton        | 279          | -9           |
| 1993                                   | Klas Eriksson      | 278          | -10          |
| 1994                                   | Raymond Burns      | 277          | -11          |
| 1995                                   | Emanuele Bolognesi | 271          | -17          |
| 1996                                   | Ignacio Feliu      | 271          | -17          |
| San Paolo Vita Open                    |                    |              |              |
| 1997                                   | Mathew Goggin      | 269          | -19          |
| 1998                                   | Roger Winchester   | 272          | -16          |
| 1999                                   | Alberto Binaghi    | 278          | -10          |
| 2000                                   | Dennis Edlund      | 273          | -15          |
| San Paolo Vita & Asset Management Open |                    |              |              |
| 2001                                   | Mads Vibe-Hastrup  | 267          | -21          |

Hoewel het dankzij sponsors verschillende namen heeft gehad, werd het toernooi altijd het Margara Open genoemd.